# Rolf Loer

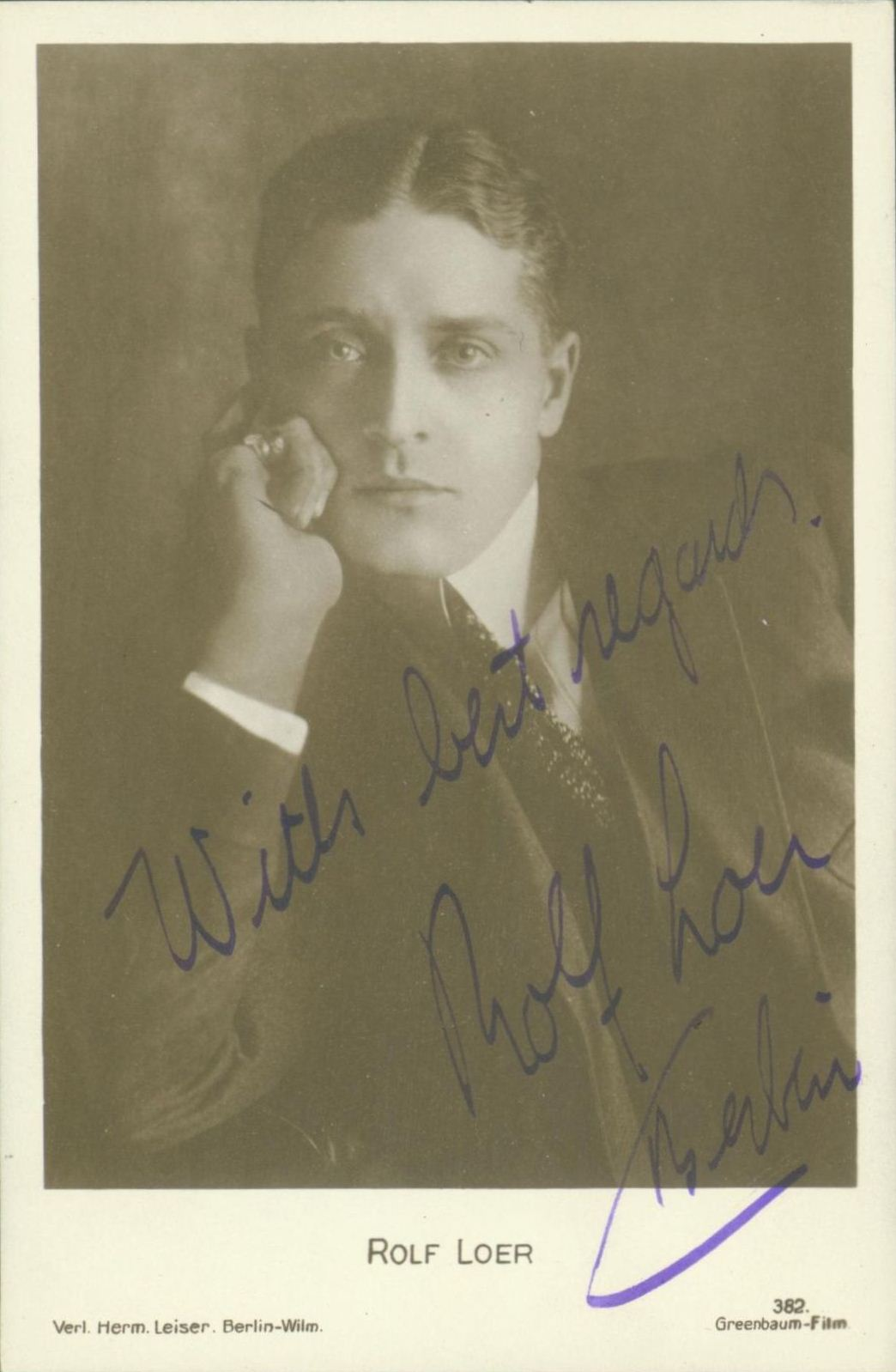
Loer, etwa 1918

Rolf Loer (eigentlich Lawrence F. Koehler, auch Rolf Lör bzw. Rolf Loehr; * 19. Januar 1892 in Minneapolis, Minnesota; † 12. Oktober 1964 in Jackson Heights, New York) war ein deutsch-amerikanischer Schauspieler, Violinist und Musiklehrer.

## Leben
Sein wirklicher Name lautete Lawrence F. Koehler, sein Vater war der aus Hamburg nach Amerika ausgewanderte Dirigent Friedrich Ernst Georg Koehler (1868–1926), seine Mutter war Magdalena Koehler, eine geborene Oberth (1865–1957). Auch sein Bruder Clarence Franz Koehler (1896–1980) war Musiker: er komponierte. Da Lawrence F. für das Geigenspiel Talent zeigte, schickte ihn sein Vater nach Deutschland auf das Klindworth-Scharwenka-Konservatorium, wo er 1909 bei Arrigo Serato ein Studium begann, das er bis zum Ausbruch des Ersten Weltkrieges fortsetzte.
Als junger Erwachsener lebte er bis in seine mittleren Jahre hinein in Berlin. Unter dem Bühnennamen Rolf Loer verkörperte er zur Stummfilmzeit in einer Reihe von Filmen der Deutschen Mutoskop & Biograph GmbH die Figur des Supergangsters Phantomas, den vor ihm Erich Kaiser-Titz gespielt hatte. Nach 1921/22 übernahm er aber auch andere Rollen. Er trat zusammen mit namhaften Darstellern seiner Zeit wie Victor Colani, Blandine Ebinger, Frydel Fredy, Hanni Reinwald, Conrad Veidt und Paul Westermeier vor die Kamera. Filme mit Loer sind zwischen 1917 und 1925 nachweisbar.
Loer kehrte noch vor Ausbruch des Zweiten Weltkrieges nach Amerika zurück. Dort trat er eine Stelle als Geiger beim Minneapolis Symphony Orchestra an, zog dann aber nach New York, wo er in Privatstunden Violinunterricht gab.
Er starb im Oktober 1964 in Jackson Heights, New York, und ist dort auf dem Flushing Cemetery begraben, wo auch bekannte Musiker wie die Jazz-Trompeter Louis Armstrong (1901–1971) und Dizzy Gillespie (1917–1993) ruhen.

## Filmografie
- 1917:	Ein scharfer Schuss (Mitwirkung unsicher)
- 1918:	Die Glocken der Katharinenkirche
- 1918:	Die erwachende Venus
- 1918: Das gestohlene Hotel
- 1918:	Ein nächtliches Ereignis
- 1918:	Der Teilhaber
- 1918:	Der gelbe Schatten
- 1918: Das Glück von Lindenberg
- 1918: Die Pokerpartie
- 1919:	Um Diamanten und Frauen
- 1919:	Die Dame im Auto
- 1920: Der Mann im Nebel
- 1920: Professor Larousse
- 1920:	Das Doppelgesicht
- 1921: Urne Nr. 13
- 1922: Krawattenmacher – Der Wucherer von Berlin
- 1922:	Gaukler der Straße
- 1923: Die Welt in Flammen (2 Teile)
- 1923:	Er ist Dein Bruder
- 1923:	Das gestohlene Hotel
- 1924:	Deutsche Helden in schwerer Zeit
- 1925: Schicksal